# .ar
.ar為阿根廷國家及地區頂級域（ccTLD）的域名。該域名於1987年9月23日啟用。阿根廷网络信息中心負責管理該域名。註冊人註冊該域名時，必须与阿根廷地址有联系，但注册人可以是外国人。

## 外部連結
- NIC Argentina（页面存档备份，存于）
- IANA .ar whois information（页面存档备份，存于）